# Бєловська ТЕС
Бєловська ТЕС — теплова електростанція у Кемеровській області Росії. 
В 1964 – 1968 роках на майданчику станції стали до ладу шість енергоблоків потужністю по 200 МВт, у кожному з яких паровий котел виробництва Таганрозького котельного заводу типу ПК-40-1 продуктивністю 640 тон пари на годину живив турбіну Ленінградського металічного заводу типу К-200-130. 
В 2014-му блоки №4 та №6 пройшли модернізацію під час якої вони отримали нові турбіни виробництва концерну «Силові машини» типу К-225-12,8-3М потужністю по 220 МВт, які вже у 2015-му були переатестовані до показника у 230 МВт. Таким чином, загальна потужність станції досягнула 1260 МВт.
Як паливо ТЕС використовує вугілля. 
Для видалення продуктів згоряння призначені три димарі заввишки по 150 метрів. 
Для технологічних потреб використовується вода з річки Іня.
Видача продукції відбувається по ЛЕП, що працюють під напругою 500 кВ, 220 кВ та 110 кВ.